# ラブやん
『ラブやん』は、田丸浩史による漫画。『アフタヌーン・シーズン増刊』（講談社）において2000年から2002年まで連載された後、同誌の休刊に伴って『月刊アフタヌーン』（同）に移籍し、2003年から2015年まで連載された。同誌の中では他の長期連載作品が次々と完結を迎えたこともあって、『ヒストリエ』に次ぐ長期連載（『アフタヌーン・シーズン増刊』での連載を含めると最古参）であった。単行本は全22巻。

## 概要
人生で1度も働いたことのないニートでオタク趣味、児童性愛という性癖を持つダメ男・大森カズフサが主人公のギャグ漫画である。そんな彼の恋を成就させるため、ラブ時空からやってきたのが愛のキューピッド・ラブやんであるが、彼女でさえカズフサの恋の成就は上手くいかず、気が付けばいつもダラダラとした日常が繰り広げられている。
作品自体は『ああっ女神さまっ』のパロディ。1話完結のスタイルで通常は1話25ページの構成だが、時折 減ページが発生している。
作中では現実と同じように時間が経過した時期が長く、連載から数年を経て、主人公・カズフサの年齢も、登場当初の25歳から31歳へと年齢を重ねていっている。しかし、連載が進むにつれ時間の進行は遅くなり、30歳となってからはその傾向が顕著になっている。
舞台となっている街は「平方市」。第1話でラブやんがカズフサを探し当てるとき「日本…大阪かな」と言ったり、枚方市と描いているシーンもある。
完結マンガ大賞2015・金賞受賞。

## 登場人物

### 主役
ラブやん
ラブ時空からやってきた愛の天使（キューピッド）。キューピッドとしての段位はブラックベルト二段で、仕事の成功率は100%だと自称している。事実、幼い頃からキューピッドとしての素晴らしい才能を見せており、その幼い頃には「ルミコとケンヤ をくっつけた」実績がある。ただカズフサに会って以降は仕事らしい仕事をしておらず、明らかにその能力は劣化していっている。そのため以前より給料はカットされている。
カズフサとの出会いは彼女の人生を劇的に変え、ラブやん自身もどんどん駄目になって行きつつある。「痒いから」と堂々と泌尿器をポリポリ掻いていたその姿を見られたカズフサに「ラブやんがオナニーしている」と大声で言いふらされたり、それをムキになって「オナニーはしたことがない」と大声で真っ向否定するなど、カズフサとのレベルの低い争いは、この作品の売りの1つでもある。ただ、そのカズフサとはところどころで気の合ういいコンビであり、良き友人関係を築いており、本人いわく「家族同然には考えている」。いくつになろうと相変わらずなカズフサを叱る姿や、町尾先生の病院ではカズフサの性癖を改めさせようと淫乱テディベア5人がかりでいじくられる夢を見させようとした。カズフサのことは「フサ」「フサさん」などと呼ぶようになっており、周囲からは夫婦のように見られることもある。実際に、カズフサが天使の姿になった時にラブやんからラブセンサーが微かに反応したり、町尾先生の病院でカズフサが「ラブやん…」と寝言を発したのを聞いて顔を赤らめたり、告白同然の発言をするなど、カズフサのことは心底では相当意識しているような様子が感じ取られていた。後に、カズフサへの好意をはっきりと口にし、カズフサが別の女性とくっつくのは嫌とはっきり言い切るなど、積極的な態度を見せるようになる。
フランクでノリの良い性格だが、呼吸をするかのごとく嘘をつくのが得意で、都合が悪いとなれば自らの上司である天使長ですら亡き者にしようと考えたりなど、腹黒い一面を持つ。また、萌相手にセクハラまがいの発言をするのを始め、オヤジ臭い部分も。それに伴い、劇中ではとてもヒロインとは思えぬひどい扱いを受けたりする。しかしその一方で、他人の優しさに打たれて涙したり、病気などで孤独を感じたりして身近な人間に甘えたりなど、繊細な一面を見せることもある。
本来その姿は担当となった人以外には見えないが、頭上の天使の輪を取ると通常の人間と同じように見えるようになる。その際は普通の人間とほとんど変わらなくなってしまうものの、一応この状態でも頭部のラブセンサーは反応する。ただラブホールは作れないようで、知らない間にカズフサが天使の輪を借用していたときは天使長に作ってもらっていた。人間の姿の時は、いつもTシャツ、トレーナーとジーンズの軽装。普段はカズフサの部屋の押入れに居候しており、たまにカズフサに「ドラブや〜ん!」 と泣き付かれることも。作中では2〜3巻の時点で既に天使の姿でいる期間よりも人間の姿で過ごす期間の方が圧倒的に上回る有様で、気付けば天使の輪がクモの巣が張るくらい放置されていた。
本人はハッキリと答えないが、年齢はカズフサより下。ただし体重計での肉体年齢測定では、カズフサはおろかジャモジさんよりも年上。ウエストは68cmで、本人は「激ヤセサイズ」と言い張っている。バストは割と小振りな設定だが、イラストごとに変化するためはっきりとせず、比較的大き目に描かれていることも少なくない（但しラブやん自身の妄想の中では巨乳となっている）。髪の毛は青色。
好物はエビだったが、とある理由で大嫌いになっている。天下一品のラーメンも好物。
好きな男性のタイプは「ダンディなおじ様」。実際にカズフサの叔父に心ときめいたこともあり、シラに育て方次第でカズフサもそうなるのではないかとそそのかされて、まんざらでもない態度を見せたことも。実際、カズフサは決して嫌いなタイプではないらしく、上記の件は意識的に考えないようにしている。ただ、本人は恋愛経験を進んで語ろうとしないため、そのあたりは謎のままである。
苦手なものはオカルト・幽霊の類（ラブ時空の住民は皆それらが苦手である）。
カズフサにキューピッドとしての能力のなさを指摘されたため、幼い頃の輝きを取り戻すべく、サンタ・クロースに頼んで謎の光を浴び、一時的にロリ体型と化した。ロリ化中はカズフサに貞操を奪われるかもしれないという恐怖との闘いの日々を過ごしていたが、そればかり考えていたため、結局は何もできないまま元の姿に戻ってしまった。
133話頃からカズフサに対して情が移っていること、将来的に好みのタイプになりうること、一緒にいて退屈せず気が合うことなどを公的に認めつつも、「甲斐性がなさすぎる」など将来を見据えた恋愛関係への発展に対しては難色を示していた。しかし段々と「無職だし無理」から「就職さえしてくれたらオッケー」と前向きな好意を示すようになり、カズフサの就職よりも先に恋敵としてのヤエの排除を優先するなど、行動にも積極性が現れるようになる。150話で自らカズフサにベロチューをかまし好意を露わにするも、カズフサの33年に渡るヒキニート生活から来る現状維持・なあなあで済ませたい性格のせいで悶々とした日々を過ごすことになる（尤も、ラブやんもカズフサの「大事な家族です」というオッケー発言を見逃しているが）。その後はカズフサのロリ性癖を矯正することで自分へ振り向かせようとするなど努力するも、ヒデヒコのアドバイスで自ら立とうとするカズフサを見守ることを決意。見事雑誌連載を勝ち取ったカズフサの告白を受け入れ、晴れて恋人となる。その後はカズフサの連載を手伝う以外はセックスすらない今までと大して変わらない生活だったが「これはこれで自分達らしい」と充実している模様。
最終話ではカズフサとの間に一子・宗介をもうけている。キューピッドである事はカズフサが宗介に明かしている。出産直後に産後ハイで「微笑（ポエム）」と名付けそうになったことが黒歴史となっている。最終話の時点で小学生の息子の宗介がいながら、まだ子供を作るつもりがある模様。天使の輪っかの管理は相変わらずずさんな様子。
大森 カズフサ（おおもり カズフサ、漢字では大森和英）
声 - 坂巻学
ロリ・オタ・プーの三拍子揃った、典型的な現代的駄目人間。眼鏡・ボサボサ頭・貧弱な容姿がトレードマーク。細長い顔と少しとがった耳から、学生時代は「スポック」と呼ばれていた。しかし小学生の頃は、幼馴染の庵子（後述）に頭が上がらないことを除けば、ごく普通の少年であった。
連載開始時の年齢は25歳だったが、作中でも時間は進行している。働こうという気はあるものの、結局何もしていない。
眼鏡フェチであり、好みのタイプはロリ で、おでこが広い眼鏡っ娘。趣味は法に触れる内容のロリータ雑誌や写真集のコレクションで、「合法」のローティーンイメージビデオのコレクションにも注力している。趣味と怠惰には問題があるものの、実のところ能力的には駄目でもなく、時には面倒見がいい一面も見せる。
ラブやんとのトレーニングの影響か、任意でマッチョ化できるようになったり、なぜか身近にいるロリータの気配（略して「炉気（ロキ）」）を感じることができるようになった。また、ロリ以外にも何となく大人の女性の魅力も感じるようにもなっている（ただしリアル陰毛はNGの模様）。とは言え、町尾先生の病院では自分がやおい穴を汚される夢を見たり、ロリ化したラブやんと一緒に遊んでいた少年の乳首をいじくるなど、潜在的にホモっ気があることを窺わせている。
ラブやんとのトレーニングを積み何人かの女性にアタックしたものの、全て不発に終わっている。連載開始当時小学生だった眼鏡っ子・青木萌のことが好きだったり、眼鏡喫茶の眼鏡っ子・赤井みのりのことが好きだったり、時には過去の記憶を改竄（かいざん）して幼馴染の庵子に萌えてみたり…などと、そのターゲットはかなり落ち着きがない。ただし庵子に関しては古い付き合いのためか意識していない部分でそれなりに思うところがあったらしく、結婚を知らされた際には多大なショックを受け、しばらく落ち込んだ。最近は専ら天使長に興味が向いているようだが、ラブやんとの関係にも微妙な変化が見え始めている。特に、サンタ・クロースによって一時的にラブやんがロリ化していた時は、堂々とパンツ一丁になったり乳首が勃起していた。
「オネイニー（日課・G行為とも）」の熱心な愛好家でもある。ギャルゲーで鍛えたせいか、左手で楽々マウスの操作ができるほどの練達者。数日行わなかっただけで一気に太ってしまうほどのカロリーを消費してまで、常日頃からいそしんでいる。
ラブやんとは、連載開始から5年以上もの間同棲生活同然の関係を送っているものの、物語の表面上では2人の関係に変化がほとんど表れていない。それでも、時折カズフサがラブやんに対して異性を感じる場面 が見られたりしており、ラブやんを異性として見ている節も見受けられる。
最近は実家を離れ、実家近くのアパート「田口荘」201号室で一人暮らしを始めるようになった。ラブやんも『お目付け役』として同居しており、表札も夫婦っぽく書かれているため、周りからは本物の夫婦と勘違いされている（本人たちはルームシェアみたいなもの、という認識）。
ヤエには好意を寄せられているが、本人はストライクゾーンから外れているため乗り気ではない。ただヤエが同じ田口荘に引っ越してきてからは彼女のストーカー行為におびえつつの生活となっており、特にパンツ一丁の姿でラブやんに部屋から追い出されたときには（無理矢理）『保護』され、彼女の部屋でお尻の穴に何かを入れられた模様。そのため「お尻」に関する言葉は本人にとってトラウマとなっている。
ラブやんからの好意を薄々感じ取りつつも、長きに渡るニート生活はカズフサから現状の変化を受け入れる気力を奪っており、「ラブやんは家族であってそういう対象ではない」という態度を崩さなかった（実際に異性としてのストライクゾーンから外れていたということもある）。しかしラブやんと共に重ねた数々の経験やみのっち・ヒデヒコ・天使長らのアドバイスから「ロリ彼女を作ること」「よく知りもしないロリ娘と幸せになること」が現実的に不可能であることを受け入れるようになり、また一方で家族同然に過ごしてきたラブやんが傷つき苛立っていることに心の痛みを感じたりラブやんのいない生活が空虚になるであろうことを想像したりと、自身とラブやんの幸せについて真剣に考え始めるようになる。結果、ヒデヒコのアドバイスを取り入れ、仕事に就くために漫画に対して真剣に取り組むようになる。ついに雑誌連載を勝ち取り、ラブやんに（みのっちやヒデヒコ、ラブやん自身に焚き付けられながらだが）自ら告白。晴れてラブやんと恋人関係になる。しかし「成人女性には興奮できない」という性癖が根本的には改善されておらず、ラブやんとのセックスにも難儀している模様（一応、初めての時には嘔吐してしまっていたキスも、問題なくできるようにはなっていた）。
最終話では漫画家として成功（アンジュ曰く「そこそこ」）しており、ラブやんとの間にも一子・宗介をもうけている。ロリ性癖は根本的には直ってはいない（庵子の娘に執拗にアプローチし、天使長に軽くセクハラをかまし、ラブやんに娘を要求している）が、川で溺れる我が子のために躊躇なく飛び込むなど、父親としての愛情を確かに持つ人間的成長が見られる。娘が産まれた時には夢と希望を込めて「1と2の頃のハーマイオニー・グレンジャー」という名前をつける予定。
『戦国大戦 -1590 葵 関八州に起つ-』にてSS妙玖としてカード化されたが、妙玖は女性であるため女体化カズフサがモデルになっている。

### 準レギュラー
青木 萌（あおき もえ）
声 - 土谷麻貴（戦国大戦）
初〜中期の準レギュラー。眼鏡っ娘。連載開始当初は小学5年生で、ロリのカズフサとヒデヒコにとっては超ストライクゾーンであったため、特に初期は頻繁に登場。ただ萌も当然に年を重ねており、だんだんと法に触れない年齢に近づいている。入学した牧乃高校ではハンドボール部で部活をしている姿が描かれている。
ラブやんのエロ（セクハラ）話にもしっかりついてきたり、カズフサの前で堂々と「モッサモサ!（に陰毛が生えている）」と断言したり、大魔神の如く表情を劇的に変化させたり、自宅の部屋に同級生の男子を招き入れて交際を迫るなど、なかなか大胆かつ侮れない性格である。一方で学校に潜入しているヒデヒコを別人と思い込んでいたり、ピンクローターを猫じゃらしだと信じ込んでいたなど、間抜けな一面もある。
中学生の頃は同級生のサブに淡い想いを抱いており、ラブやんのサポートもあって見事サブと交際するようになった。ただ高校生になった時点で違う同級生の男子を自宅の部屋に招き入れて交際を迫っていることや、母親も「最近サブ君の姿を見かけない」と言っていることから、サブとはいつの間にか別れている。
すでに高校生となっており、登場頻度も減ったことからようやくカズフサのターゲットから外れたように思えたが、実際は守備範囲からは外れてはおらず、カズフサは「パイパンか、生えてても生えかけくらいに違いない」と信じ込んでいた（これをネタに、カズフサとラブやんは激論を交わしている）。
みのっち
ラブやんと同じく、ラブ時空からやってきた愛の天使。女性。いつも目が線にしか見えないほど目が細い。会話の語尾に「ッス」が付く。ラブやんの後輩に当たり、ブラックベルト初段。服装はラブやんと同じく軽装でジャージ姿が多い。胸はラブやんより大きく、それを見たカズフサの父親がラブやんを差し置いてカズフサの嫁にしようと企んだほど。
最初はラブやんがカズフサに戸惑っている間にラブやんを地位的に追い抜いて先輩をいいように使おうという野望を持っていたが、その折にヒデヒコの担当になってしまう。うまくいかず、気が付けばラブやん以上にやる気がなく、仕事そっちのけで漫画ばかり読んでいる有様であり、すでに愛の天使と言うよりはただのヒデヒコの同居人と化している。その割には悩むラブやんにアドバイスを送ることもしばしば。たまにヒデヒコの本屋の手伝いもしており、仕事着姿で登場することも。
一度酒の勢いでヒデヒコを襲ってしまった後、お互いに情が移ってしまい、二人きりになると、ヒデヒコに甘えてベタベタとくっつくほどである。
「愛とは、情である」という信念を持っており、ラブやん・天使長・カズフサの三者をほぼ完全論破するほど。それに基づき「ラブやんとカズフサはくっつくべき」という考えをかなり早い時期から言動に表していた。終盤はヒデヒコとともにラブやん・カズフサをくっつけるために、主にラブやんサイドとして影に日向にと動くようになる。途中では「二人をくっつければ自分の実績になって出世に繋がる」と行動を起こすなど、出世欲は衰えていなかった模様。
最終話に登場した「母親がキューピッドである細目の橋本少年」は、ヒデヒコとの間の子供と思われる。
連載初期は「ミノっち」と表記されていた。
橋本ヒデヒコ（はしもと ヒデヒコ）
カズフサの恋敵かつ友人。カズフサと同じレベルの反社会的なロリ・オタな青年だが、実家の本屋の手伝いをしておりプーではない。仕事をしている分カズフサよりいくらかマシである。オナホールの扱い方が天才的であり、異常なほど丁寧に扱っているため、オナホールの精霊からは「名人」の名で呼ばれている。
長髪で目が隠れているため、何を考えているか分からない。ニセ教師として萌やサブの通う中学校によく潜入しており、女子中学生を堪能している。萌とは近所に住んでいて知り合いで「ヒデ兄ちゃん」と呼ばれており、カズフサとはスタートラインが違う。
「おぼれっ子」という一言でカズフサの目的を理解したり、ラブやんが中学校にいる理由、また秋の平日にカズフサが行きそうな場所を即座に見抜くなど、かなりの洞察力の持ち主。カズフサ同様に炉気を感じることもできる。
割と社交的な性格であり、身寄りのないコレット、アンジュ、デーボを自分の部屋に引き取り、その上で「増えた同居人を養うため」とバイトを始めたりなど、なかなかの男気がある。このため、外見と性癖を除けば「比較的」まともな人間である。本人は萌のために純潔をとっておいたつもりだったが、酒の勢いでみのっちに犯されて童貞は卒業した。みのっちとの付かず離れずの関係は続いているが、ロリ趣味を完全に止める気はさらさら無い。
真意はともかく、表向きは「居候が増えすぎて自宅の部屋が手狭になったため」という理由で、みのっち以外の居候を残して、みのっちとともに家を出た。たまたま空室のあった田口荘をカズフサから斡旋され、大家さんから提示された家賃も思ったより安かったことから、ついにヒデヒコとみのっちも田口荘で生活を始めるようになってしまった（何号室かは不明）。
作者はコミックス1巻のあとがきで、「カズフサと並んだらあまりに痛いのでなるべく出さないようにする」と発言していたが、すっかり準レギュラー化している。
終盤はみのっちと共に（あるいはみのっちの尻に敷かれながら）、ラブやん・カズフサをくっつけることに、主にカズフササイドから協力することになる。カズフサと同じ年月・情熱をもってロリっ子を追いかけてきたヒデヒコからの「ぶっちゃけてロリ彼女とか無理」から始まる説得はカズフサに相当の衝撃を与えたようで、その後も動揺するカズフサはヒデヒコへ相談をするようになった。その中で漫画家として一人前の男になる道を指し示し、それが最終的にカズフサ・ラブやん含め皆が幸せになるきっかけとなった。実は本作のハッピーエンドになくてはならなかった人物。
最終話に登場した「母親がキューピッドである細目の橋本少年」は、みのっちとの間の子供と思われる。
メテ・ルー
天使長。ラブやんやみのっちの職場の上司。女性。運命の赤い糸を自由に見たり触れたりすることができ、また過去に赤い糸が繋がっていたかどうかも見ただけで判るという特殊能力を持つ。その赤い糸を（時に強引に）ガンガンくっつけてカップルを成立させたことが（良いか悪いかは別として）評価され、若くして地位を上りつめた。
良い人だが、カズフサとラブやんの微妙な関係に茶々を入れたりと、若干オバハンくさい一面がある。非常に有能な上司っぷりを発揮しており、成果を上げないラブやんに説教したり、キレて永世名人を殴りつけたりといつも怒っている印象がある。
小学生並みの身長と童顔・黒髪姫カットと、カズフサのストライクゾーンど真ん中なほど外見はロリ（と、言ってもラブ時空では飲酒出来る年齢らしい。本人が明かさないため年齢不詳）で、カズフサも「スキあらば」と狙っている。そのカズフサ曰く「自分が知る最っ強のロリキャラ」。本人いわく「ブラは付けている、スポーティなのを」。
当初はいつも真っ黒な服を着ていたが、話が進むにつれ、Tシャツやスパッツ姿など軽装が多くなってきている。学生時代は太っていたらしく、その話題は地雷らしい。「ゼイを尽くした肉」が付きやすいらしく、ダイエットに励む日々を送っている割りには食生活は非常に荒んでいる。
いつの間にやらラブやん、カズフサから「可愛い部下のため」などと、手前勝手な理由をつけられては「オモチャ」扱いされるようになった。他の女性がカズフサからどんどん離れていき、唯一の彼のターゲットとなる（しかし身近にいるというだけで、彼女は彼を拒んでいる）。みのっちや萌より登場頻度が高くなっていき、さらにはほぼ毎回話に絡むまでに至った。
恋愛経験については、カズフサから処女疑惑を持ちかけられていたが、後に「多くはないがそれなりに」男性経験はあることが語られた。
かなり早い段階から「ラブやんとカズフサがくっつけばいい」という考えを持って二人の行動を時に見守り、時に積極的に焚き付けてきた。しかしラブやん・カズフサが双方積極的に動き始めてからはむしろ影を潜めており、「キューピッドは恋愛の、あくまで手助けしかしない」「既に現場を離れた管理職」という立場をわきまえているといえる（尤もそれまではかなり露骨な言動が目立ったが）。ラブやん・カズフサ本人達を含め誰もが「くっつくなんてありえない」と思っていた頃から一貫して二人がくっつくのが良いと信じており、結果的にそうなったことを踏まえるとやはりかなりの慧眼の持ち主であったことがうかがえる。
最終話では、連載中よりは成長した姿を披露。成長したにもかかわらず、カズフサのストライクゾーンからは外れていない模様。永世名人と私服で歩いていたところを見ると、時々人間界を散歩しているようだ。
ヤエ
俗称「マチュピチュの娘」。元々は第38話（単行本第6巻）「フローリング」に1回きりで登場しただけで、モブキャラの扱いであったが、時を経て、作中の時間で2年ぶりに大学生になって登場。巨乳。
実家はヤクザの組事務所。父は背中にマチュピチュの刺青を入れている組長で、娘に近寄る若い男に対しては容赦なくお尻にカラーコーンを根元まで突き刺すほどのバカ親。そのためヤエ自身はこれまで同世代の男性とじっくり話をしたことがない。
姿を見せての登場は久しぶりだが、実際には「カズフサの身の回りで『まだ』彼女にできそうな可能性が残っている女性」“唯一の”候補として何回か挙げられている。ただこの時点では名前が分からなかったため、とりあえず「マチュピチュの娘」と呼ばれていた。
時を経て、近所の公園で偶然に再会。カズフサを見て即、2年前に川で溺れていた父を助けた恩人であることを思い出す。その時そばにいたラブやんのラブセンサーが反応したことから、「カズフサにラブってる」ことが判明。だがカズフサはヤエがストライクゾーンから外れていることや、自身もカラーコーン被害に遭いたくないこともあって、「好みは違法に若いの」と断言したり、「うんこは飲み物」とスカトロ趣味（ウソ）をさらけ出してかかわりを持たないように仕向けたが、ヤエ自身はめげなかった。
そして遂に、よりカズフサと親しくなろうと、彼女自身も田口荘に引っ越してカズフサの隣の隣（203号室。202号室は権造さん）で一人暮らしを始めてしまった。ドル山という実家の組事務所の組員が付き人（世話係）として側にいる。その田口荘では、カズフサの写真を見てはニヤけたり、天井裏に忍び込んだり盗聴器を仕掛ける?などしてまでもカズフサの日常の様子を窺い知ろうとするなど、ストーカーまがいの行動も始めてしまった。カズフサに対する愛は異常で、同居人のラブやんを亡き者にしようとラブやんの髪の毛が入った呪いの藁人形に釘を打ち付けたり、管理職になったためキューピッドとして現場に出ることはなくなっていたメテ・ルーを現場復帰させてしまうくらい超強力な愛の電波を発信しているほどである。
マッチョな男性が好み。カズフサにホレたのも、体重100kgはある父を、川で溺れていた時に片手で担ぎ上げたその姿が強烈に印象に残ったため。ヤエ自身、同世代の男性と親しくなれないのは父がその相手にカラーコーン攻撃を仕掛けてくるからであることは知っているが、命の恩人であるカズフサならそんなことはしないだろうという考えもある。
男の肛門に何かしらの拘り（性癖）がある。カズフサが未だ童貞であることから、通常のセックスにはまったく興味が無い様子。なお世話係のドル山もアナル好きでホモっ気がある。
ラブやんとカズフサの仲を疑いつつ、自身とカズフサの仲を取り持とうとしていた時期のラブやんは信頼していた。が、ラブやんがカズフサに対して積極的なアプローチに出始めた頃から危機感を覚えるようになり、二人のキスを知って暴走。力尽くでカズフサを手籠めにしようとするも、カズフサにハッキリと口と行動で拒否され、とどめのカズフサの「（ラブやんは）大事な家族です」という発言で失恋を確信。が、アパートに残っている辺り完全に諦めてはいなかった様子。
町尾（瘤浦）　美奈穂（まちお（こぶうら）　みなほ）
カズフサたちの住む街で、元々あった小さな病院の跡に新たに開業した「追憶売ってます 思い出…風速3m」というクリニック の先生。初登場時点では瘤浦（こぶうら）姓だったが、後にその病院の院長町尾 進（まちお　すすむ）と結婚し町尾姓となる。
硬貨を揺らして相手を眠らせるという古典的な催眠術を用いて、患者に「見てみたい夢」を見せるのが仕事。設定が細かい夢でも見させてくれるので、カズフサは病みつきになってしまっている。また、寝ている人の横で一緒になって寝ることで、その人の夢の中にも行かせてくれる。料金設定も良心的。口癖は「あたしに任せな」。

### 「本場アメリカン」関係の人物
蛇文字（ジャモジ）さん
近所のアメリカンレストラン（外見は大衆食堂）「本場アメリカン」を経営するコック。鼻の大きな丸い顔をしている。度々、チンコのデカそうな顔と罵られている。言動がとにかく男臭い人物。口癖は「ヘラッシェー!!」（「はい、いらっしゃいませ」の砕けた江戸言葉「へい、らっしゃい」が更に砕けたもの）。
バイオレンスな料理人で、数々のクレイジーな料理（牛の惨殺体にしか見えない「アメリカン牛たたき」など）を披露している。かなりメチャクチャなアメリカ観を持っており、それらの料理をアメリカの普通の家庭料理だと言い通している。ただ、カズフサに料理の基礎を教えられたり、料理の味そのものに対して「マズイ」と評されたことが殆どなかったり（虫入りのお好み焼きが普通に美味しかったり）するなど、料理人としての腕前は悪くない様子。
天使などのオカルト的存在を信じておらず、宇宙人すらアメリカ人と言い切った。2度保健所の検査を受け「本場アメリカン」が営業中止に追い込まれたり、非合法なルートで材料を仕入れて逮捕されたときもある。
熟女好きで、1度カズフサの母親にも恋心を抱いていたが、カズフサに「やらないと1ヶ月連続でオカズにする」と脅された天使長（メテ・ルー）に赤い糸を切られ、半ば強制的に興味を持たないようにさせられた。
カラオケボックスの熟女の店員に恋心を抱いた際にはダイエットを決意したが、肥満に見えていたものが実際はほとんど筋肉であることが判明。約2週間のダイエットは鼻がしぼむだけに終わり、ランプの魔人に頼んで激ヤセボディにしてもらうも、その間に熟女の店員は店長と婚約しており失敗に終わる。その後「熟女は目を離した隙に結婚するからダメだ」「どこかに結婚できない年齢の熟女はいねえかなあ」と残している。

また、これまで料理に心血を注ぎすぎたためにどうやら童貞らしい。
ラムチェン
地球侵略に現れた宇宙人。カズフサと地球を賭けた闘いをすることになったが、カズフサのストライクゾーンど真ん中の容姿から「お医者さんごっこ」を選択され、あえなく敗北。 リベンジを図り再度地球に来たところをジャモジさんに見つかってしまう。立場に同情されたジャモジさんによって、カズフサ打倒の修行を兼ねて「本場アメリカン」のアルバイトとなるも、結局ジャモジさんの身代わり以上の活躍はしていない。ジャモジさんにはアメリカ人だと思われている。
その後は近所のアパートを借りて一人暮らししていた。自宅では宮之阪商店会の法被を着ることも。
宇宙人なので、味覚が日本人とはやや異なり、何の躊躇もなく昆虫を食べる。
最終的にはベスト・キッドよろしく日々の生活から打撃の型をマスターし、カズフサとのタイマン対決で勝利?したことで満足。家臣の待つ自らの星へと帰還したが、どうしても師匠であるジャモジさんのことが忘れられず、一度だけこっそりと地球にやってきた。しかし師匠にアタックしようかと悩んでいるうちに結局冷めてしまい、またあっさりと帰って行ったが、いつの間にか「結婚を前提に」と店を手伝っていた。最終回ではジャモジさんのストライクゾーンど真ん中の熟女っぽい感じに成長しており、ジャモジさんを「あなた」呼びするなど、結婚している模様。

### メガネ喫茶「委員長」関係の人物
ウェイトレス全員が眼鏡を着用している、カズフサ行きつけの喫茶店。しかも割増料金を払うと「奥」の特別室に入れてもらえる。学校の教室を模して作られたその部屋では、客・店員全員が名札を着用して、いちいちそれを見ながらお互いを「○○君」「○○ちゃん」と呼び合う。また服装も学ランや制服に着替えたりなど、過ぎ去った青春を求めてやまない夢追い人たち（やたら年齢層に幅がある男性客集団）で今日も賑わっている。秋には「遠足」のイベントを行ったりするが、「若者らしく」ということで、平気で老人客に過酷な登山をやらせたりする。
赤井 みのり（あかい みのり）
メガネ喫茶「委員長」のアルバイト店員。強面の彼氏（パンチパーマ男、略してパン男さん）と遊ぶ軍資金を調達するために「委員長」でバイトしている。一見清純な乙女で客の人気も高く、カズフサのターゲットの一人となる。しかし、それは全て客を喜ばせるためであって、内面は相当計算高く腹黒い。萌同様、徐々に登場頻度が減っており、中盤以降は第95話で久々に登場した程度。
日本一の嘘つきを決める大会、平方市主催「N.B.L.（ナチュラル・ボーン・ライアー）」第1回タイトルホルダーになったほど嘘をつくのがうまい。お金が大好きで、現金を積まれたら用心棒のバイトも引き受ける。また、その際にジャモジさんをボコボコにやっつけたほど、ケンカ強い。
二宮 権造（にのみや ごんぞう）
メガネ喫茶「委員長」の常連客。年齢は不明だが老人。作中には登場しないが、孫がいる。店内では学ランを着て高校生になりきっており、周囲からも「権造君」と呼ばれている。しかし後に店外の場面でも着ており学ランが普段着となっている。カズフサに「オナホール（男性用の大人のおもちゃ）」を薦めた張本人。
老人だが2年連続ホール・オブ・オナーに輝くなどカズフサ、ヒデヒコに勝るとも劣らない変態。女子高生に強いフェティシズム的感情を抱くほどブルセラ系が好みであるが、ロリには興味はない。赤井みのりにほのかな恋心を抱いている。
実はアパート「田口荘」の住民であり、カズフサたちの隣の202号室に住む。室内はその趣味が高じて、喫茶「委員長」の特別室のように改装されている。
店長（てんちょう）
メガネ喫茶「委員長」の店長。「奥」で担任の教師を演じている。出番はほとんどないが、「委員長」というわけの分からない店を切り盛りしていたり、みのりという逸材を連れてきたり、遠足を企画したりと底知れぬ男。

### その他（ラブ時空などの人物）
ラブ時空は次元の裏側にあるらしく、キューピッドや小悪魔、妖精などが住み、果てはサンタ・クロースまで存在する。テレビ通販や通販雑誌があるなど、人間世界とそれほど変わらないらしい。また、ラブ時空には「人間山脈」があり、ここにカズフサ、ラブやん、天使長などの顔が刻み込まれている。永世名人をもってしても彼女を作れなかったカズフサは、ラブ時空では『伝説』のような存在となっており、キューピッドたちにとって、カズフサに彼女を作ることはラブ時空で名声を得るチャンスなのである。
キューピッドは片思いに悩む人間の愛を成就させ、カップルを成立させるのが仕事であり、この成功報酬（時給+歩合制らしい）が収入源となっている。ラブやんによると、現役でも数千人はいるらしい。前髪の一部などがラブセンサーとなっており（ラブやんやみのっち、シラはラブセンサーの部分だけ髪の色が違う）、片思いの心を探知することができ、その相手の前に初めて姿を見せる際は、「愛の天使○○、見〜参!!」とキメて登場する。天使の序列はベルトの色（白帯・青帯・茶帯・黒帯）で分かれており、白がバイトレベルだとすると、黒は一人前のビジネスマンクラスとされる。その序列は、カップルを成立させるごとに少しずつ上がっていく。また彼らはワームホール状の「ラブ穴（ホール）」を作ることができ、空間を自由に行き来することができる。そのほか、男女をカップルにする最適な方法を「どっかから受信」することもできる。輪っかは柔らかく、力を加えると形が歪んでしまうが、酢に漬けるとより柔らかくなり、元の円形に戻すことができる。シラやクロエが持つ最新型は輪っかにボタンがついており、そのボタンを押すことで小型化、腕輪サイズにすることも可能。また、悪用防止のため認証機能が搭載されており、保有者本人にしか使用できなくなっていることや、カップルになる可能性のある人間を瞬時に複数検索してどっかから全ルートを受信できるなど、ラブやんが持つ「レアな旧式」より格段とパワーアップしている。
永世名人（えいせいめいじん）
ラブやんの師匠で、キュピ道永世名人の称号を贈られているキューピッドの老人。本名はアンダーソン。一時はラブやんをセクシーガールに仕立て上げるほどの辣腕ぶりを見せつけたが、ラブやんのリハビリ中にカズフサの担当を中継ぎしてから、彼のダメさ加減に引きずられ、ただの老人に成り下がる。老後から転落人生まっしぐらになったが、まだラブやんからはそれなりに慕われている模様。
カズフサとヒデヒコのロリコンぶりに犯罪的な危機感を抱き、巨乳の魅力を叩き込んだ。成功はしたものの、結局彼が意図した方向にはカズフサは向かわなかった。また2人にそのようなことをしておきながら、捕らえたアンジュに対しては己の変態趣味丸出しの拷問（セクハラ）を加えようとした。
雲井 ひよこ（くもい ひよこ）
本名（自称）コレット。ラブ時空の通販で発売されていた「メイド型ロボット」で、カズフサが購入した。顔は精巧に出来てはいるが首から下は先行者のような形。しかも通販会社社員のジョンが遠隔操作していたことがバレて捨てられる。しかしヒデヒコに拾われ同居しつつ、ヒデヒコの実家の本屋に勤務することになる。なお、コレットが店員の時の方が本屋の売り上げがいいらしい。
名前はヒデヒコのニセ教師のときの偽名「雲井ヒョットコ斎」をもじったもの。
ジョン
ラブ時空の番組『キューピッド・ジョンの通販蟻地獄』の司会を務める筋骨隆々のタフガイ。番組の司会と同時にコレットを操作しモニターすることで給料を得ている。後に副業としてラブやん達と同じ愛の天使の仕事を始めたものの、最初の担当者がジャモジさんだったため失敗、その後の活動は不明。時折コレットの操縦は相方のリックトムに任せ、生身の姿で出てくることもある。
自分が操作していると分かった上でコレットを住まわせてくれたヒデヒコに恩義以上のものを感じており、本人は「男が男にホレルってやつだ」と言い張っているものの、そのアプローチは若干間違った方向（男色）に進んでいる。
デーボ
ラブ時空の通販でラブやんが魔女っ娘のようになるために買った、可愛いマスコットキャラクターのような見た目が怖い人形っぽい生き物。実はラブ時空に住む森の妖精だが、罠にかかり天使に捕まってラブやんに売られた。ラブ時空では違う名前だったが、カズフサの命名で自身もそのままデーボと名乗っている。片言でしゃべる。その禍々しい見た目に反して、性格は非常に純粋でけなげ。
ラブやんに忠誠を誓い、やる気を見せるが、ラブやんやカズフサに色々いじられた挙句返品された。現実世界で、萌のぬいぐるみに化けて彼女と過ごした一週間を「暖かかった」と言って泣いていた。その後再び売られるも、新しい買主に「怖いから」と捨てられホームレスとなって、ヒデヒコの家の近所のゴミ捨て場で残飯を漁るようになり、その後アンジュとともにヒデヒコの家で居候の身となる。米よりパン派らしい。
エボニー（後述）の登場により、オスと判明。妖精たちはカマキリのように交尾のあと、メスがオスを食ってしまう習性があり、デーボもそれを分かっていたのでエボニーと交尾するか真剣に悩んだが、父親として子供たちを抱きしめたいという気持ちからエボニーと交尾してしまう。交尾後はエボニーがデーボを食べかけたため、懸命に逃走。それから暫しの間カズフサの家に隠れたり、変装のためフェイスガードをつけてヒューマンガスと名乗ったりと、これまた苦労が絶えない。
エボニー
ヒデヒコの家の近くのゴミ捨て場に住む、ラブ時空の森の妖精。メス。デーボとのせっくちゅでたくさんの妖精の子供を出産し、母親となった。
ラブやんらキューピッドに対しては、自分らを罠に仕掛けて捕まえて売り飛ばしてしまうから「下等な存在」とみなしており、周りには基本的にカズフサを通訳として介して喋っている。
アンジュ
小悪魔の女の子。地黒で、頭に2本の角があり、背中にコウモリのような翼が生えている。ラブやんなど天使たちの商売敵で、カップルを別れさせることに生き甲斐を感じている。やっていることが悪魔というレベルではないので、小悪魔。天使と同じく姿を消すことができる。山奥に住んでいる一族であるためか、海を見たことがなかったり、鬼ごっこを知らなかったりと世間知らずな一面がある。
その容姿から12〜3歳ぐらいだが、堂々と飲酒している。外見はロリながら、見た目ファンタジーな格好をしているため、カズフサは珍しく萌えなかった。パジャマ姿にさせて「兄と妹」の設定でカズフサはようやく萌えまくって暴走、「ヨシエ」と名付けて泣きながら抱きついた。
たまたまサバイバルゲームをしていたカズフサ、ラブやん、みのっち、天使長、永世名人らを見て、カズフサが天使たちから厚遇されていると勘違いし、カズフサに興味を持つ。ただその後こっそり後をつけてカズフサの部屋の押し入れで身を潜めているところをラブやんに見つかり、強制ラブ時空送りとされる。
二度と人間界に姿を現す気が起きなくなるくらいに罰を与えられていたその最中、永世名人を人質に取りラブ時空から脱出に成功。ラブやんに復讐すべく、再びカズフサたちの住む街に姿を現すようになる。それからホームレス状態でゴミ捨て場にて残飯を漁っていたところ、デーボと出会い意気投合。ゴミ捨て場でデーボと一緒に寝ているところを偶然ヒデヒコに見つかり、しばらくヒデヒコの家に居候するようになる。最近ではラブやん達ともなじんでしまい、すっかり初心を忘れているばかりかラブやんに頼まれてカップルの離間工作を請け負うような状態に。
シラ&クロエ
天使を養成する「学校」を卒業したての新人女性キューピッド。シラは全身白系の服装で、クロエは全身黒系の服装。2人とも見た目はロリ。さっそくカップルを成立させるべく、いざ地上へ……と思ったら、なぜか間違ってカズフサの元に現れてしまった。担当の人間の体力を削り続けることで当人の欲求を最大限まで高め、その上でターゲットになる女性の元まで連れて行く「北風と太陽作戦」を得意ワザとしており、これで成り上がるのが夢らしい。
寝床を確保すべく、赤井みのりとくっつけるとたぶらかし、権造さんの部屋に居候することに。シラは「ラブやんを担当する」という名目でカズフサとラブやんをくっつけ、ラブ時空で名声を得ようと企んでいる。
ランプの魔人
願いを3つだけ叶えてくれる、魔法のランプとともに現れる魔人。容姿はアラジンと魔法のランプに出てくる魔神そのもの。ラブ時空の通販で売られている。
一応は何でも願いを叶えてくれるが、「世界征服したい」など他人に影響を及ぼすような願いは聞き入れてくれない。呼び出すときはランプをこするのだが、ランプから煙とともに現れるのではなく、玄関のチャイムを鳴らしたりして外から現れる。通販で購入すると、ランプとは別に、本人が入ったデカい箱が送られてくる。
さすがにうさん臭さもあって当初は人気がなく、カズフサが注文した時にはあっさり受注、すぐに到着。カズフサやヒデヒコをロリに、ラブやんを渋いマッチョな男（野沢那智のようないい声）に変身させたりする。ただし変身ものは癖になるらしく、一度元の姿に戻ってもまた勝手に変身したりすることもある。その後、『本物』であることが分かり注文が殺到したため入手困難となっている。目的は不明だが、天使長も購入していた事実が発覚。

### その他（人間界の人物）
崇山 庵子（すうざん あんこ）
カズフサの幼馴染。巨乳。カズフサの隣の家に住んでいて、小中高とずっと一緒だった。気が強く、怒るとすぐに手が出る少々荒っぽい女性だが、異性関係のことになると、いじらしい一面を見せることも。幼い頃はカズフサともイイカンジな関係だったが、オタク街道まっしぐらのカズフサに辟易し出してからはカズフサをイジメの対象にするようになった。だが、ラブやんとのトレーニングを通して人間的にやや成長したカズフサには、まんざらではない様子だったが、そのカズフサに雰囲気が似ている職場の後輩・谷口といい仲になり、最終的に谷口のプロポーズを受けて結婚。ただし結婚後は谷口姓になったかどうかは触れられていない。その後は長女彩（あや）を出産し、1児の母となった。
職場は同人専門の印刷屋で、事務を担当。
谷口 正人（たにぐち まさと）
庵子が勤める印刷会社の後輩。超ドMで、夢は庵子と豊かな家庭を築きお仕置きで犬小屋に住まわされることと言い張る。社会人なだけのダメ人間で、仕事の方も有能とは言えない。庵子に惚れていて、不器用ながらも半年間会社帰りに主に居酒屋でデートを重ねるなどアプローチを続けた結果、見事庵子と結ばれゴールイン、1女を儲ける。
大森 静江（おおもり しずえ）
カズフサの母親。見た目若く、カズフサは20歳の時の子供。怒るとその爆発力はすさまじく、逃げるカズフサに追いつくくらいの俊足ぶりを発揮し、また実の息子に対し大人の女性の魅力を教え込もうと「お母ーーーさんでヌきなさーーーいッ!!!」と暴走しラブやん達を大いに引かせた。
当初はカズフサのダメっぷりに泣かされていた幸薄な母親だったが、ラブやんを女友達と誤解し、カズフサとくっつけて、カズフサに仕事をさせる気にしようともくろむ。また、永世名人が担当だった時期はラブやんの家族かと思って我慢していた。最近はテレビで特集されていた『30代ニートが危ない!!』という番組を見て、正にそのものである実の息子に危機感を覚えたため、近所の「田口荘」の部屋を借りて強制的にカズフサ（とラブやん）を住まわせている。
ジャモジさんや近所の人たちとの付き合いを通じて、最近はカズフサを放任気味。単身赴任の夫をよそに、時々ジャモジさんと火遊びっぽい関係になるも、それを察知した夫が頻繁に家に戻ってきたり、カズフサが天使長にお願いして赤い糸を切ったりしたおかげで、無事何事もなく元の鞘に収まっている。
カズフサの祖父
名前は不明。カズフサの父方の祖父。田舎で1人暮らし。カズフサに負けず劣らずのロリで、孫娘と一緒におフロに入るのが夢だったが、生まれてきた孫が男だったことから暴走し、20年以上前に若い娘に手を出してしまう。それを知った妻（カズフサの祖母）に愛想を尽かされ離婚。ただその経緯は幼い頃のカズフサにはかなりキツすぎたため、カズフサはこれまで「祖母は既に他界した」と聞かされていた。
その話から祖母が生きていると知ったカズフサは、ラブやんを連れて両親とともに田舎の祖父に会いに行った帰りに、初めて祖母に会った（祖父とは元々幼馴染で、近所に住んでいるが、作中では登場していない）。
カズフサの父
名前は不明。単身赴任中で、登場回数は僅か。カズフサの外見・行動パターンは父に似て、ロリ趣味は祖父ゆずりの模様。
関西囲炉裏の会会長
小さな女の子が大好きな大きなお友達が一堂に集まって情報交換、交流、体験談の発表をする会、それが「関西囲炉裏の会」。表向きは「日本家屋について語り合う会」となっており、カズフサ、ヒデヒコも会員であった。会員たちは会場に到着後、一応は正体・身分がすぐに分からないよう、初期のKKKがかぶっていたような、目元がくり抜かれ額に会員番号が書かれた頭巾をかぶって会に参加する。ここでの活動実績が認められれば、背中に「生徒会執行部（なまいたずらかいしっこうぶ）」と書かれた特製Tシャツを手にすることができる（カズフサは購入を許されており、カズフサ自身も本気になった時に身に纏う決戦の衣装としている）。
会長だけに、会員番号1番。年齢はカズフサより10歳上だが、普段何をしているのかは不明。
囲炉裏の会自体は、ラブやんのキューピッドの矢により会員同士が仲良くなってしまったため壊滅する。ただその生き残りが水面下で力を蓄え、ついに「関西ゴスロリの会」として復活。その間会長本人は徹底的に体を鍛え上げ、以前とは違いマッチョなボディに生まれ変わった。しかし会長自身、天使長から「ありがとう、お兄ちゃん」と声をかけられたことで自己満足してしまい、関西ゴスロリの会自体も自然消滅気味に。
カズフサらとともに、登下校時の小学生の安全を確保する「ショッキンググリーン」の活動（横断歩道で交通整理している）を素顔でしている（作中でついにその素顔をさらした）。
西中島 三郎（にしなかじま さぶろう）
通称「サブ」。小学6年生で逆上がりができない少年だったが、カズフサとラブやんの指導で見事に立ち直る。萌とは同じ小学校で、中学からは同級生。当初は純真な少年であり、中学に入ってからはオタク街道への1歩を確実に踏み出したかのように思われたが、萌とくっついたことでなんとかことなきを得た模様。しかし、周りから見れば結局は間違った方向に進んでいるようである。その後、萌が振ったかサブが振ったかは不明だが、結局は萌と別れている。
天堂 よね（てんどう よね）
「業界」で長老と呼ばれている、生涯現役ロリータと謳われる伝説的女性。実年齢64歳。セーラー服にもんぺという昔の女学生のような格好をしている。少しの化粧直しで、40代の女性をカズフサをも唸らせるロリ少女に変身させるどころか、本人は「気の力」でロリ少女に変身できるほどの恐るべき人物。小学校テーマパーク「ノスタルジックパーク」の設立者まさるの幼馴染。彼も気の力で少年に変身することができる。彼らの郷里では、これが当たり前だったらしい。
大家さん
カズフサ、ラブやん、権造さんが住むアパート「田口荘」に住んでいる、大家兼管理人さん。眼鏡をかけている。年齢は不明だが、見た目はオバサンではない。庭で「早遅漏（そうちろう）」という名の犬を飼っている。
本名は不明だが、表札に「男・美・子」という漢字それぞれの下半分が描かれているシーンがある。
カズフサが住む部屋で20年近く前に死んだという、10歳くらいの女の子の姿をした成仏できない幽霊が出ることを知りつつ涼しい顔して部屋を貸しており（その分家賃は安くしている）、結構腹黒い面も見せる。また、素手でゴキブリを捕まえるなど、物怖じせずハラが据わっている。
少年
本名不明。メガネをかけた普通の小学生の男の子で、一時的にロリ化したラブやんと偶然友達になるが、ラブやんとカズフサのせいで妙な性の目覚め方をしてしまった。結局カズフサにラブやんとの仲を邪魔され、それから登場していない。

## 書誌情報
- 田丸浩史『ラブやん』講談社 〈アフタヌーンKC〉、全22巻
  1. 2002年06月21日発売、ISBN 978-4-06-314298-3
  2. 2003年07月23日発売、ISBN 978-4-06-314324-9
  3. 2004年04月23日発売、ISBN 978-4-06-314345-4
  4. 2004年11月22日発売、ISBN 978-4-06-314362-1
  5. 2005年06月23日発売、ISBN 978-4-06-314382-9
  6. 2006年03月23日発売、ISBN 978-4-06-314401-7
  7. 2006年11月22日発売、ISBN 978-4-06-314434-5
  8. 2007年07月23日発売、ISBN 978-4-06-314465-9
  9. 2008年01月23日発売、ISBN 978-4-06-314484-0
  10. 2008年06月23日発売、ISBN 978-4-06-314514-4
  11. 2009年01月23日発売、ISBN 978-4-06-314543-4
  12. 2009年10月23日発売、ISBN 978-4-06-314580-9
  13. 2010年04月23日発売、ISBN 978-4-06-310655-8
  14. 2010年10月22日発売、ISBN 978-4-06-310701-2
  15. 2011年05月23日発売、ISBN 978-4-06-310751-7
  16. 2011年11月22日発売、ISBN 978-4-06-310786-9
  17. 2012年07月23日発売、ISBN 978-4-06-387832-5
  18. 2013年02月22日発売、ISBN 978-4-06-387870-7
  19. 2013年09月20日発売、ISBN 978-4-06-387919-3
  20. 2014年05月23日発売、ISBN 978-4-06-387973-5
  21. 2015年03月23日発売、ISBN 978-4-06-388042-7
  22. 2015年07月23日発売、ISBN 978-4-06-388071-7